# Dirk Brouër
Dirk Brouër (* 12. September 1945 in Halle (Saale); † 24. November 2016 in Potsdam) war ein deutscher Verwaltungsjurist, Ministerialbeamter und vom 1. Mai 2002 bis zum 30. September 2010 Direktor des Bundesrates.

## Leben
Brouër studierte Rechtswissenschaften in Braunschweig und Göttingen. Während seines Studiums wurde er Mitglied der christlichen Studentenverbindung Wingolf, dem Braunschweiger und dem Göttinger Wingolf. Im Zuge der Vertagung des Göttinger Wingolf wurde er jedoch nicht philistriert.
In den Jahren 1974 bis 1978 war er zunächst Richter am Verwaltungsgericht, danach bis 1990 Referent und Referatsleiter im Bundesministerium der Justiz. Nach der Wende wechselte er ins brandenburgische Justizministerium und wurde dort Leiter der Abteilung „Öffentliches Recht, Privatrecht, Rechtspolitik, Aus- und Fortbildungs- sowie Prüfungswesen“. Im Februar 1999 übernahm er zunächst das Amt des Staatssekretärs für Bundes- und Europaangelegenheiten, bevor er im Oktober 1999 zum Bevollmächtigten des Landes Brandenburg beim Bund ernannt wurde.
Auf Vorschlag des Bundesratspräsidenten Klaus Wowereit (BR-Drs. 234/02) hat der Bundesrat in seiner 774. Sitzung am 22. März 2002 der Ernennung von Dirk Brouër zum Direktor des Bundesrates mit Wirkung vom 1. Mai 2002 zugestimmt. Im stenografischen Bericht ist festgehalten, dass der Beschluss über die Ernennung von Brouër nicht – wie bei sonstigen Personalentscheidungen im Bundesrat – im Konsens aller Mitglieder getroffen wurde. Die unionsgeführten Länder („B-Länder“) wandten sich gegen die Besetzung des administrativen Spitzenamtes mit einem von der SPD-Seite („A-Länder“) vorgeschlagenen Kandidaten. Der thüringische Ministerpräsident, Bernhard Vogel, betonte jedoch, dass sich seine Einwände nicht gegen die Person Brouër wendeten, sondern der Art und Weise der Kandidaten- und Konsensfindung geschuldet seien. Auf Antrag Bayerns wurde namentlich abgestimmt. Das Ergebnis war mit 35 zu 34 Stimmen sehr knapp.
Dirk Brouër war verheiratet und hatte fünf Söhne. Er gehörte dem Aufsichtsrat der Eintracht Braunschweig GmbH & Co. KGaA an.